# Tonometr
Tonometr – przyrząd do mierzenia ciśnienia np. pary bądź w medycynie np. ciśnienia wewnątrzgałkowego (tonometr Goldmanna, tonometr Schiøtza) lub krwi.

## Pomiar ciśnienia w oku
W badaniach naukowych testowane są przenośne tonometry do domowego pomiaru ciśnienia oka, które pozwolą na systematyczną kontrolę tego czynnika bez konieczności każdorazowej wizyty u okulisty. Jednym z takich urządzeń jest soczewka Triggerfish szwajcarskiej firmy Sensimed. Jest to miękka soczewka kontaktowa, w której znajdują się czujniki zmian krzywizny rogówki oka w rąbku rogówki. Zmiany krzywizny są powiązane ze zmianą ciśnienia wewnątrz gałki, stąd można pośrednio śledzić zmiany ciśnieniowe w gałce oka. Soczewka dokonuje pomiaru krzywizny raz na 10 minut, 144 razy w ciągu doby. Pacjent nosi soczewkę cały czas, nawet podczas snu. Dane pomiarowe zapisywane są w przenośnym nośniku danych noszonym przez pacjenta i są przekazywane lekarzowi bezprzewodowo poprzez Bluetooth.